# Circonscription de Souss-Massa

Carte de la circonscription.

La circonscription de Souss-Massa est la circonscription législative marocaine de la région de Souss-Massa. Elle est l'une des douze circonscriptions législatives régionales créées après la réforme électorale de 2021. Elle est représentée dans la XIe législature par Hanane El Massi, Noura Kroum, Naima El Fethaoui, Khadija Arouhal, Zina Idehli, Kalila Bounailate et Nezha Abakrim.

## Historique des élections

### Élections de 2021
| Parti       | Parti                                                       | Voix      | %      | Députée(s) élus   |  |
| ----------- | ----------------------------------------------------------- | --------- | ------ | ----------------- |  |
|             | Rassemblement national des indépendants (RNI)               | 269 429   | 40,41  | Kalila Bounailate |  |
| Zina Idehli | Rassemblement national des indépendants (RNI)               | 269 429   | 40,41  |                   |  |
|             | Parti de l'Istiqlal (PI)                                    | 134 553   | 20,18  | Noura Kroum       |  |
|             | Parti authenticité et modernité (PAM)                       | 125 358   | 18,80  | Hanane El Massi   |  |
|             | Parti de la justice et du développement (PJD)               | 47 315    | 7,10   | Naima El Fethaoui |  |
|             | Union socialiste des forces populaires (USFP)               | 36 324    | 5,45   | Nezha Abakrim     |  |
|             | Parti du progrès et du socialisme (PPS)                     | 21 388    | 3,21   | Khadija Arouhal   |  |
|             | Mouvement populaire (MP)                                    | 12 142    | 1,82   |                   |  |
|             | Parti socialiste unifié (PSU)                               | 4 499     | 0,67   |                   |  |
|             | Alliance de la fédération de gauche (AGD)                   | 3 931     | 0,59   |                   |  |
|             | Front des forces démocratiques (FFD)                        | 3 662     | 0,55   |                   |  |
|             | Union constitutionnelle (UC)                                | 2 175     | 0,33   |                   |  |
|             | Parti de l'unité et de la démocratie (PUD)                  | 1 544     | 0,23   |                   |  |
|             | Parti de l'Espoir (PE)                                      | 762       | 0,11   |                   |  |
|             | Parti marocain libéral (PML)                                | 735       | 0,11   |                   |  |
|             | Parti du centre social (PCS)                                | 614       | 0,09   |                   |  |
|             | Parti vert marocain (PVM)                                   | 504       | 0,08   |                   |  |
|             | Parti de la réforme et du développement (PRD)               | 404       | 0,06   |                   |  |
|             | Parti de l'environnement et du développement durable (PEDD) | 323       | 0,05   |                   |  |
|             | Parti de la renaissance (PAN)                               | 318       | 0,05   |                   |  |
|             | Parti de la liberté et de la justice sociale (PLJS)         | 282       | 0,04   |                   |  |
|             | Parti de la renaissance et de la vertu (PRV)                | 251       | 0,04   |                   |  |
|             | Parti des Néo-Démocrates (PND)                              | 205       | 0,03   |                   |  |
|             | Parti de l'équité (PRE)                                     | 41        | 0,01   |                   |  |
|             | Parti travailliste (PT)                                     | 21        | 0,01   |                   |  |
|             | Parti démocratique de l'indépendance (PDI)                  | 21        | 0,01   |                   |  |
|             |                                                             |           |        |                   |  |
| Inscrits    | Inscrits                                                    | 1 297 783 | 100,00 |                   |  |
| Abstentions | Abstentions                                                 | 630 982   | 48,62  |                   |  |
| Exprimés    | Exprimés                                                    | 666 801   | 51,38  |                   |  |